# Wunnummin Lake
Wunnummin Lake är en sjö i Kanada.   Den ligger i Kenora District och provinsen Ontario, i den sydöstra delen av landet, 1 300 km nordväst om huvudstaden Ottawa. Wunnummin Lake ligger 239 meter över havet.
Trakten runt Wunnummin Lake är nära nog obefolkad, med mindre än två invånare per kvadratkilometer.